# Flora y fauna de Canadá

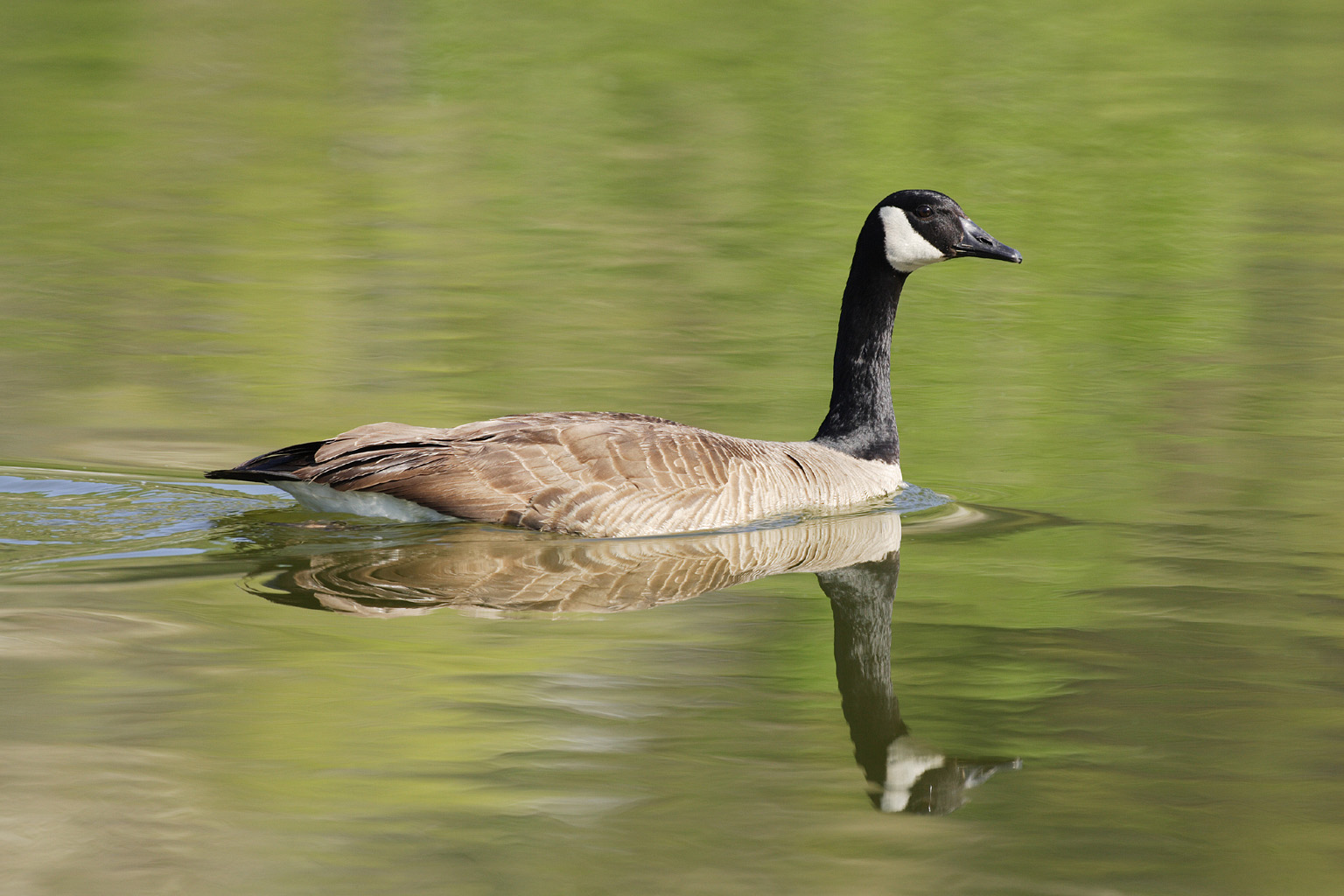
Una barnacla canadiense.

Gran parte  del territorio canadiense está cubierto por bosques de árboles maderables, pero mafe donde se destacan el pino, el abeto, la pícea y el cedro. También posee grandes praderas.
La fauna no es muy similar1 similar a la de Europa del Norte y también Asia del Norte. Pueden encontrarse osos, lobos, coyotes, leones americanos y pumas, entre otros animales carnívoros. En las regiones árticas hay osos polares. En algunas zonas pueden verse castores, puercoespines y numerosos roedores. En las regiones planas hay topos.
Algunas zonas de Canadá también son el hábitat de ciervos, renos y alces. También hay abundantes y diversas variedades de pájaros, reptiles e insectos.
Dada la enorme extensión de Canadá, que abarca desde el Océano Atlántico al Pacífico y del Paralelo 49 a más allá del 70, el país posee una variada topografía e importantes diferencias climáticas, lo que propicia una flora y fauna más

## Flora
En el Ártico nos topamos con la tundra que ofrece más de 900 plantas de diferentes especies. La vegetación aumenta a medida que nos aproximamos al Polo Norte.
En Canada la flora es mucha pero no ofrece la vegetación suficiente.
Desde el Territorio se extiende la llamada "taiga", mientras que entre los Grandes Lagos y el Atlántico se encuentra una región forestal compuesta de árboles de madera dura y blanda, con predominio de árboles de hoja caduca como el abedul rojo, arce rojo, arce azucarado, fresno, roble, nogal y olmo. En la zona costera del Pacífico, gracias a la humedad, surge una exuberante vegetación formada por coníferas como el abeto Douglas, cedro azul.

## Fauna
Entre los animales que componen la fauna canadiense podemos señalar, en el sur, especies como bueyes almizcleros, renos, osos polares, focas,  zorros, lobos, armiños, linces canadienses o linces rojos. Entre las provincias de Nueva Escocia y Yukón se puede ver el alce, mientras que el caribú se encuentra en los bosques del norte; el ciervo de cola blanca y el bisonte sólo en los parques nacionales. En las cordilleras suelen habitar rebecos blancos, caribús de monte y osos pardos.
En cuanto a la ornitofauna miles de aves migratorias cruzan los cielos. Se distinguen los ocas silvestres. Existen muchos tipos de perdices, codornices y azores; son numerosas las  águilas doradas, lechuzas y cuervos. Las aves cantoras más singulares comprenden las oropéndolas, petirrojos zarzales y varias clases de pinzones. Entre las especies marinas encontramos patos, gansos, cormoranes, golondrinas y pájaros bobos. Los amantes de las aves encontrarán territorios ideales a lo largo de todo Canadá (especialmente en el litoral de Fundy - concretamente en esta última región se han contabilizado recientemente más de 350 especies).
Por otro lado, la riqueza en especies marinas es impresionante. En Columbia Británica se pueden encontrar peces como el salmón, lucio, perca y umbra. En el Atlántico bacalao, caballa, pez espada y, en especial, atún gigante. De agua dulce se encuentran la trucha y el salmón Atlántico. En los ríos de Quebec hay gran cantidad de lucios, lubinas, truchas y "ouananiches", una especie de salmón. El pez almizclero, la trucha, la lubina, la perca y el sollo recorren las incontables.
- Datos: Q5862917